# Eleccions generals de Tanzània de 1980
El 26 d'octubre de 1980 es van celebrar eleccions generals en Tanzània. El país era llavors un estat unipartidista, amb el Partit de la Revolució (CCM) com a únic partit legal, després de la fusió en 1977 de la Unió Nacional Africana de Tanganyika, amb seu en el continent, i el Partit Afro-Shirazi, amb seu a Zanzíbar, que anteriorment havia funcionat com a únic partit legal en les seves zones. Per a les eleccions a l'Assemblea Nacional hi havia dos candidats del mateix partit en cadascuna de les 106 circumscripcions electorals, mentre que les eleccions presidencials eren, en realitat, un referèndum sobre la candidatura del líder del CCM, Julius Nyerere.
La participació dels votants va ser del 85,9% dels 6.969.803 votants registrats en les eleccions presidencials i del 84,7% per a l'Assemblea Nacional, encara que la població del país era d'uns 18 milions d'habitants en el moment de les eleccions.